# LZ7

LZ7 es un grupo de música electrónica dance de Manchester. La banda fue formada en 2005 por Lindz West, miembro de la banda de baile The Tribe, que se había separado el año anterior. LZ7 trabajó durante muchos años como parte de la organización benéfica cristiana The Message Trust, trabajando con decenas de miles de adolescentes cada año en escuelas del Gran Mánchester, Maidenhead y Reading. En 2012, LZ7 dejó de formar parte de Message Trust y pasó a formar parte de la organización benéfica independiente "Light". El grupo está liderado por West, quien es el cantante principal y rapero de la banda. En los últimos años, LZ7 se ha trasladado a áreas más convencionales, colaborando con artistas como Silentó y apoyando a Jason Derulo en su '2 Sides World Tour'

## Historia

### 2004 – 2007: Formación yRuckus
Lindz West, líder vocalista de LZ7, había sido un miembro de banda de baile de Mánchester por tres años desde 2001. La Tribu trabajaba con personas jóvenes en institutos a través de Gran Mánchester como parte de la caridad La Confianza de Mensaje, pero también habían recibido aclama tan grabando artistas, ganando tres GMA Dove Premios.
Después de que La Tribu se desintegrara en 2004, West originalmente pretendido para trabajar con thebandwithnoname, pero en cambio escogió crear su banda propia, y formó LZ7 el año siguiente, también bajo la bandera de La Confianza de Mensaje. LZ7 actuado en asambleas escolares durante 2005, y, junto a este trabajo, eventos exteriores en el verano, incluyendo live audacious, Grapevine y Merseyfest. Su álbum de debut, Ruckus, estuvo lanzado el 11 de diciembre de 2005,  cerca de Navidad en el Mánchester Apolo, antes de ser oficialmente lanzado a través de Survivors Records en víspera del año Nuevo.
En 2006, LZ7 contribuyó con dos recursos jóvenes cristianos miembros de BlushUK y Andy Hawthorne, fundador de La Confianza de Mensaje. En un DVD nombrado Profundo y un álbum llamado Inicio Algo. Profundo ganado un Premio de Oro en el Consejo Cristiano de Emisión de Premios de Medios de comunicación Anuales en 2006 para Mejores Factual DVD. LZ7 continuado para actuar a Durante 2007,  junto a thebandwithnoname y tbc en ocho fechas de la 2007 Hope Revolution Tour y trabajando con el Luis Palau Evangelical Asociación, dirigiendo un grupo de cristianos árabes en Cairo con una de sus pistas "Cross I Carry".

### 2008 – 2011:GasolineyLight
Durante 2008, LZ7 Gasolina liberada, un nuevo EP aquello presentó una versión temprana de "This Little Light". La banda continuó trabajar en escuelas a través de Gran Mánchester y actuar en festivales en el Reino Unido y alrededor del mundo, como en Centre for life en Newcastle upon Tyne. En 2010, Lindz West presentó  "Somebody Please", un sencillo editado por artistas cristianos contemporáneos para beneficiar a víctimas del 2010 terremoto de Haití. LZ7 cambió en verano 2010 a su línea actual, para el Tour de Verano, el cual incluía fechas en la Gran Iglesia 
Día tras día, El Acontecimiento Definitivo y Creación Fest.
En octubre, LZ7 tuvo su primer éxito, cuándo su sencillo "This Litlle Light" llegó al número 26 en el Reino Unido Singles Gráfico y número 4 en el Reino Unido Gráfico Indie. La canción era originalmente presentada en el mini-álbum Gasolina, pero era remezclada para su lanzamiento sola y para inclusión en su álbum 2010, Light La canción era el tema para la semana de Brillo de ambos el gobierno de Reino Unido 2009 y el brillo propio de La Confianza de Mensaje Vuestra campaña Ligera en 2010.
De la publicación de su álbum nuevo y solo, LZ7 fue en 'La Visita Ligera', el cual les vio actuar a través del Reino Unido y más lejano afield.[Impreciso] La visita les tomó a festivales y locales. Muchas de las actuaciones eran fin-de-la semana muestra coronar de evangelistic semanas de escuelas.
El lineup para esta visita, era los miembros quién presentó en el álbum, Al oeste continuando tan cantante de ventaja, drummer Atraca Evans, Cantante-bailarín Nana Ntiamoah y Nic Scholey, anteriormente con BlushUK.

## Discografía

### Álbumes de estudio
| Título    | Detalles de álbum                                                              |
| --------- | ------------------------------------------------------------------------------ |
| Ruckus    | - Lanzado: 31 de diciembre de 2005 - Discográfica: Superviviente - Formato: CD |
| Light     | - Lanzado: 18 de octubre de 2010 - Discográfica: Feroz! - Formato: CD          |
| Aftershow | - Lanzado: 6 de octubre de 2013 - Discográfica: Ligero - Formato: CD           |

### Versiones Extendidas
| Título   | Detalles de álbum                                                           |
| -------- | --------------------------------------------------------------------------- |
| Gasolina | - Lanzado: 15 de agosto de 2008 - Discográfica: Superviviente - Formato: CD |

### Sencillos
| Año  | Título                                   | Posiciones en Cartelera | Posiciones en Cartelera | Álbum    |
| Año  | Título                                   | Reino Unido             | Reino Unido indie       | Álbum    |
| ---- | ---------------------------------------- | ----------------------- | ----------------------- | -------- |
| 2010 | "This Little Light"                      | 26                      | 4                       | Light    |
| 2012 | "Twenty seven Million" (con Matt Redman) | 12                      | —                       | Sencillo |
| 2013 | "#Aftershow"                             | @–                      | —                       |          |